# ファビオ・アウレリオ・ホドリゲス
ファビオ・アウレリオ・ホドリゲス（Fábio Aurélio Rodrigues、1979年9月24日 - ）は、ブラジル・サンパウロ州サン・カルロス出身の元サッカー選手。現役時代のポジションはDF（左サイドバック）またはMF（左サイドハーフ）。イタリアにルーツを持ち、ブラジルとイタリアの二重国籍である。

## 経歴

### クラブ

#### サンパウロFC
1979年9月24日、サンパウロ州サン・カルロスに生まれた。サンパウロFCの下部組織で育ち、1997年にトップチームデビューした。サンパウロFC在籍時にU-17ブラジル代表とU-20ブラジル代表に招集されている。また2000年にはシドニーオリンピックに出場した。

#### バレンシアCF
シドニーオリンピック後の2000年夏、スペイン・リーガ・エスパニョーラのバレンシアCFと6年契約を結んだ。ラファエル・ベニテス監督が率いるチームの一員として、2001-02シーズンには31年ぶりのリーグ優勝を果たした。2002-03シーズンにはリーグ有数の左サイドバックとしての地位を確立し、リーグ戦では8得点、公式戦通算では10得点を挙げた。2003-04シーズンもクラブにとって輝かしいシーズンとなり、リーグ戦で優勝するとともに、UEFAカップでは決勝でオリンピック・マルセイユを2-0で下して優勝。しかしアウレリオは脚の負傷でシーズンの大半を棒に振り、2試合にしか出場できなかった。

#### リヴァプールFC
2006-07シーズン
バレンシアCFとの6年契約が満了した2006年7月5日、イングランド・プレミアリーグのリヴァプールFCにフリートランスファーで移籍。彼はリヴァプールFCにとって初のブラジル人選手であった。インタビューで、リヴァプールFCを指揮していたのがベニテス監督であったことが移籍の鍵となる要因であったと明かした。8月13日、FAコミュニティ・シールドのチェルシーFC戦でデビューして初タイトルを獲得し、2006-07シーズンはチームの中心選手としてプレー。2007年3月31日、優勝争いの相手となるアーセナルFC戦 (4-1) ではピーター・クラウチとダニエル・アッガーの得点をアシストした。しかし、4月3日のUEFAチャンピオンズリーグ準々決勝PSVアイントホーフェン戦ファーストレグでアキレス腱の怪我を再発させ、2006-07シーズンの残りを棒に振った。負傷までにリーグ戦25試合に出場しただけだった。
2007-08シーズン
2007年9月18日、UEFAチャンピオンズリーグ・グループリーグのFCポルト戦 (1-1) で後半途中に出場して復帰。2008年3月2日にリーボック・スタジアムで行われたボルトン・ワンダラーズFC戦 (3-1) では、シャビ・アロンソのコーナーキックからボレーシュートを決め、チームの3点目となる移籍後初得点を挙げた。
2008-09シーズン
2009年2月7日、フラットン・パークで行われたポーツマスFC戦 (3-2) では、間接フリーキックから同点となるゴールを決めた。3月14日のマンチェスター・ユナイテッドFC戦 (4-1) ではチームの3点目・移籍後3点目となる得点を決めた。左サイドバックのレギュラーポジションを確固たるものとしたが、再び怪我に悩まされた。UEFAチャンピオンズリーグ準決勝のチェルシーFC戦ファーストレグ (1-1) でジョー・コールと激突した際に長内転筋を痛め、一足早くシーズンを終えた。
2009-10シーズン
2009年夏に長内転筋の怪我から復帰したが、子どもとビーチサッカーに興じている時に再び負傷。2009-10シーズン開幕から1ヶ月後に復帰した。2010年5月25日、ベニテス監督はアウレリオが契約延長オファーを拒否してチームを離れることと確信したが、2010年夏にベニテス監督はイタリアのインテル監督に就任し、リヴァプールFCにはロイ・ホジソン監督が就任。8月1日、アウレリオは2年間の契約延長オファーに合意した。契約延長の翌日のボルシア・メンヒェングラートバッハとの親善試合では、途中出場して試合終盤にキャプテンマークを巻いた。ホジソン新監督はアウレリオと再び契約できたことの喜びをテレビのインタビューであらわにした。アウレリオは背番号12を返還し、ブラジル時代に着けていた背番号6を代わりに選ぶと、背番号12は若手スペイン人FWのダニエル・パチェコに渡された。
2010-11シーズン
2010-11シーズン序盤には再びアキレス腱を痛めたが、11月20日のウェストハム・ユナイテッドFC戦 (3-0) で途中出場して復帰した 2011年1月9日にオールド・トラッフォードで行われたFAカップ3回戦のマンチェスター・ユナイテッドFC戦 (0-1) がケニー・ダルグリッシュ新監督の初采配試合となったが、アウレリオはこの試合に出場した。4月11日、マンチェスター・シティFC戦 (3-1) で怪我から復帰し、4月17日にエミレーツ・スタジアムで行われたアーセナルFC戦には左サイドバックとして先発出場したが、この試合中にハムストリングを負傷して若手のジャック・ロビンソン (Jack Robinson) と交代した。2010-11シーズン最終戦で復帰し、先発出場した。

#### グレミオ
2012年5月24日、グレミオと2013年末までの契約を結び母国に復帰した。2013年10月、年末の契約満了をもってクラブを退団することを表明した。

### 代表
U-17ブラジル代表、U-20ブラジル代表に招集経験があり、2000年にはU-23ブラジル代表としてシドニーオリンピックに出場した。2009年10月、イングランドとオマーンとの親善試合のために初めてブラジルA代表に招集されたが、負傷して代表メンバーから外れ、デビューを果たすことはできなかった。
同じ時代、セレソンの左サイドバックにはロベルト・カルロス、ジュニオール、ゼ・ロベルト、ミシェル・バストス、ジウベルトなど、錚々たる面子が揃っていたため、彼らの陰に隠れてはいたが、能力は彼らに比肩し得るものだった。

## 家族
ひとりの姉妹がおり、彼女はレアル・ベティスなどでプレーしたサッカー選手のエドゥと結婚した。アウレリオ自身は2000年1月に結婚し、2001年12月に息子が、2006年に娘が誕生した。

## タイトル
サンパウロFC
- カンピオナート・パウリスタ 優勝 : 1998, 2000
- コパ・ド・ブラジル 準優勝 : 2000

バレンシアCF
- リーガ・エスパニョーラ 優勝 : 2001–02, 2003–04
- UEFAカップ 優勝 : 2004

リヴァプールFC
- FAコミュニティ・シールド 優勝 : 2006

## 個人成績
| クラブ         | シーズン | 国内リーグ | 国内リーグ | 国内カップ | 国内カップ | 州リーグ           | 州リーグ           | 南米カップ | 南米カップ | 通算 | 通算 |
| クラブ         | シーズン | 出場       | 得点       | 出場       | 得点       | 出場               | 得点               | 出場       | 得点       | 出場 | 得点 |
| -------------- | -------- | ---------- | ---------- | ---------- | ---------- | ------------------ | ------------------ | ---------- | ---------- | ---- | ---- |
| サンパウロFC   | 1997     | 15         | 1          | 2          | 0          |                    |                    | 2          | 0          | 19   | 1    |
| サンパウロFC   | 1998     | 11         | 1          | -          | -          |                    |                    | 2          | 0          | 13   | 1    |
| サンパウロFC   | 1999     | 23         | 1          | -          | -          |                    |                    | 5          | 0          | 28   | 1    |
| サンパウロFC   | 2000     | 5          | 0          | 12         | 1          |                    |                    | 2          | 0          | 19   | 1    |
| サンパウロFC   | 通算     | 54         | 3          | 14         | 1          |                    |                    | 11         | 0          | 79   | 4    |
| クラブ         | シーズン | 国内リーグ | 国内リーグ | 国内カップ | 国内カップ | 国内スーパーカップ | 国内スーパーカップ | 欧州カップ | 欧州カップ | 通算 | 通算 |
| クラブ         | シーズン | 出場       | 得点       | 出場       | 得点       | 出場               | 得点               | 出場       | 得点       | 出場 | 得点 |
| バレンシアCF   | 2000-01  | 7          | 0          |            |            |                    |                    | 2          | 0          | 9    | 0    |
| バレンシアCF   | 2001-02  | 15         | 1          |            |            |                    |                    | 4          | 0          | 19   | 1    |
| バレンシアCF   | 2002-03  | 27         | 8          |            |            |                    |                    | 8          | 2          | 35   | 10   |
| バレンシアCF   | 2003-04  | 2          | 0          |            |            |                    |                    | 2          | 0          | 4    | 0    |
| バレンシアCF   | 2004-05  | 21         | 0          |            |            |                    |                    | 1          | 0          | 22   | 0    |
| バレンシアCF   | 2005-06  | 24         | 2          |            |            |                    |                    |            |            | 24   | 2    |
| バレンシアCF   | 通算     | 96         | 11         |            |            |                    |                    | 17         | 2          | 113  | 13   |
| クラブ         | クラブ   | 国内リーグ | 国内リーグ | 国内カップ | 国内カップ | 国内リーグカップ   | 国内リーグカップ   | 欧州カップ | 欧州カップ | 通算 | 通算 |
| リヴァプールFC | 2006-07  | 17         | 0          | 1          | 0          | 1                  | 0                  | 5          | 0          | 24   | 0    |
| リヴァプールFC | 2007-08  | 16         | 1          | 1          | 0          | 3                  | 0                  | 9          | 0          | 29   | 1    |
| リヴァプールFC | 2008-09  | 24         | 2          | 1          | 0          | 0                  | 0                  | 8          | 1          | 33   | 3    |
| リヴァプールFC | 2009-10  | 14         | 0          | 1          | 0          | 1                  | 0                  | 7          | 0          | 23   | 0    |
| リヴァプールFC | 2010-11  | 14         | 0          | 1          | 0          | 0                  | 0                  | 6          | 0          | 21   | 0    |
| 通算           | 通算     | 85         | 3          | 5          | 0          | 5                  | 0                  | 31         | 1          | 130  | 4    |
| 通算           | 通算     | 235        | 17         | 17         | 1          | 4                  | 0                  | 49         | 3          | 322  | 21   |